# Емарез
Емарѐз (на италиански и на френски: Emarèse, на местен диалект: Emarèsa, Емареза) е община в Северна Италия, автономен регион Вале д'Аоста. Разположена е на 1170 m надморска височина. Населението на общината е 223 души (към 2010 г.).
Административен център на общината е село Ереза (Eresaz).